# Henry Mancini
Henry Mancini (Cleveland, Ohio, 1924. április 16. – Beverly Hills, Kalifornia, 1994. június 14.) négyszeres Oscar-díjas és többszörös Grammy-díjas amerikai zeneszerző. Nagyjából 500 film és tévésorozat zenéjét szerezte, 90 lemeze jelent meg.
Cleveland Kis-Itália nevű részén született (olaszok lakta, ilyen nevű városrészek máshol is vannak az Egyesült Államokban) eredetileg Enrico Nicola Mancini néven. Édesapja, az olasz Quinto Mancini Abruzzóból vándorolt ki, vasgyári munkásként dolgozott.
Los Angelesben végezte zenei tanulmányait. 1945-től a Glenn Miller & Tex Beneke együttes zongoristája és hangszerelője volt. 1951-től a Universal International filmstúdiók számára dolgozott. Az Álom luxuskivitelben című film zenéjéért és a filmben elhangzó Moon River c. örökzöld slágerért Oscar-díjat kapott.
Henry Mancini szerzeménye a Rózsaszín Párduc c. rajzfilmsorozat és játékfilmek melódiája is. Ő írta a Peter Gunn Theme-t, és számos más filmslágert is.
1971-1977 között 38 Columbo-epizódban hangzott el The Mystery Movie Theme című zeneszáma.

## Dalok
- Peter Gunn (szöveg: Ray Evans és Jay Livingston)
  - Peter Gunn Theme
  - Bye Bye
  - The Brothers Go to Mother's
  - Dreamsville
  - Blues for Mother's
  - Sorta Blue
  - Slow and Easy
- The Richard Boone Show (szöveg: Al Stillman)
  - How Soon
- Moon River (Álom luxuskivitelben – Breakfast at Tiffany's), 1961)
- Man's Favorite Sport (1963) (lyrics by Johnny Mercer)
- I Love You and Don't You Forget It (1963) (szöveg: Al Stillman)
- Remington Steele Theme
- Love Theme From Romeo & Juliet/The Windmills of Your Mind (1969)

## Filmek
- 1988: Naplemente
- 1978: Várlak nálad vacsorára
- 1965: Verseny a javából

## Díjak
- 4 Oscar-díj; 18 jelölés
- 20 Grammy-díj; 72 jelölés
- 2 Emmy-díj jelölés
- 1 Golden Globe-díj, 9 jelölés